# 413033 Aerts
413033 Aerts è un asteroide della fascia principale. Scoperto nel 2000, presenta un'orbita caratterizzata da un semiasse maggiore pari a 2,3247080 au e da un'eccentricità di 0,1931120, inclinata di 6,78698° rispetto all'eclittica.